# Воеводин, Вячеслав Васильевич
Воеводин Вячеслав Васильевич (1938—2009) — профессор, Народный артист Украины (2001), Заслуженный деятель искусств Украины (1993), один из ведущих специалистов в сфере музыкального искусства Украины, кандидат педагогических наук, член-корреспондент Академии искусств Украины, действительный член Петровской академии России, заведующий кафедрой аккордеона Донецкой государственной музыкальной академии имени С.Прокофьева.

## Биография
Воеводин Вячеслав Васильевич родился в г. Дебальцево Донецкой области 13 ноября 1938. г.
В 1956 г. окончил Ворошиловградское музыкальное училище (класс баяна В. И. Воеводина, отца), в 1961 — Киевскую консерваторию (класс баяна М. М. Гелиса).
В 1961-71 исполняющий обязанности доцента по классу баяна и руководитель оркестрового класса Львовской консерватории.
С 1972 г. : доцент, с 1974 руководитель оркестра народных инструментов, в 1974-81 гг. — декан оркестрово-музыковедческого факультета, в 1981-87 гг. заведующий кафедрой народных инструментов, с 1982 г. — доцент, с 1990 декан факультета повышения квалификации преподавателей музыкальных училищ Украины, с 1991 профессор, с 1992 заведующий кафедрой оркестрового дирижирования Донецкой консерватории им. С. С. Прокофьева. С концертной группой гастролировал в Польше, Чехословакии.
Среди его учеников: лауреаты Республиканских конкурсов В. Аверин (Киев, 1980, 1-е место), и Э.Чавдарь (Донецк, 1991, 3-е место). Лауреат художественных конкурсов исполнителей на народных инструментах Всесоюзного фестиваля молодежи и VI Всемирного фестиваля молодежи и студентов (Москва, 1957), Республиканского конкурса коллективов творческих вузов Украины (1980, 1-я премия) и премии им. Ф. А. Артема за концертно-исполнительскую деятельность. О трио баянистов (В.Воеводин, В.Паньков и М.Коцюба) создан фильм в серии ’Мастера искусств Украины" (киностудия им. А.Довженко). Автор учебно-метод. пособий, статей; переложений для баяна (более 100), инструментовок для оркестра и ансамблей нар. инструментов (более 200).
С 1997 года он был ректором Донецкой консерватории имени С. Прокофьева и именно при нём она стала второй на Украине музыкальной академией.
Основатель Всеукраинского смотра-конкурса имени династии Воеводиных среди учащихся и студентов отделений народных инструментов музыкальных училищ, колледжей и детских школ эстетического воспитания. Идея проведения конкурса молодых исполнителей на народных инструментах имени династии Воеводиных возникла в 1999 году и была воплощена в Луганском колледже культуры и искусств благодаря поддержке Министерства культуры и туризма Украины и Управления культуры и туризма Луганской облгосадминистрации.
1-й конкурс имени династии Воеводиных, состоявшийся в январе 2000 года, заинтересовал музикантов-народников из всей Украины, он открыл много неизвестных имен молодых талантливых исполнителей. С тех пор конкурс стал традиционным, его проводят раз в два года.
Всеукраинский смотр-конкурс студентов отделов народных инструментов начальных специализированных учебных заведений, высших музыкальных учебных заведений І — ІІ уровней аккредитации имени династии Воеводиных проводится с целью выявления наиболее одаренной молодежи, усовершенствования методик преподавания игры на народных инструментах, распространения современного педагогического опыта, пропаганды творчества украинских композиторов.
В Конкурсе принимают участие исполнители на народных инструментах — баяне, аккордеоне, бандуре, домре, балалайке, гитаре в четырёх возрастных категориях.
Всего за историю проведения этого конкурса здесь участвовало 428 представителей более 50 населенных пунктов Украины и ещё студенты музыкальных учебных заведений России. Большинство лауреатов конкурсов продолжили образование в учебных заведениях художественного направления.
Вячеслав Васильевич, до последних дней жизни являлся председателем жюри этого конкурса. 1 июля 2009 г его не стало…
Источники информации: справочник А. П. Басурманова «Баянное и аккордеонное искусство», 2003.